# Sălăgești, Alba
Sălăgești este un sat în comuna Bistra din județul Alba, Transilvania, România.